# Antonio Carattino
Antonio Carattino (Varazze, 2 aprile 1923 – Varazze, 3 luglio 2024) è stato un velista italiano.

## Biografia
Soprannominato Tonitto, Antonio Carattino nacque a Varazze, in provincia di Savona, il 2 aprile 1923.
Anche altri due suoi familiari furono velisti e parteciparono insieme a lui alle Olimpiadi, suo fratello Domenico, presente a Città del Messico 1968 e suo cugino Giuseppe Carattino, partecipante a Helsinki 1952.
A 29 anni partecipò ai Giochi olimpici di Helsinki 1952, nel Dragone, sull'imbarcazione Galatea II con il cugino Giuseppe Carattino, timoniere, e Carlo Spirito, piazzandosi nono con 2439 punti, 2566 senza penalità.
Quattro anni dopo, a 33 anni, prese nuovamente parte alle Olimpiadi, quelle di Melbourne 1956, stavolta nel 5,5 metri, sulla barca Twins VIII con Antonio Cosentino, Carlo Spirito e il timoniere Massimo Oberti, arrivando settimo con 1677 punti.
A distanza di 12 anni, all'età di 45 anni, gareggiò per la terza volta ai Giochi di Città del Messico 1968, ancora nel 5,5 metri, con il fratello Domenico e il timoniere Giuseppe Zucchinetti, terminando quinto con 51,1 punti.
Sposatosi, fu in seguito prima presidente e poi vicepresidente del Varazze Club Nautico, dal quale fu nominato nel 2019 presidente onorario.
Nel 2023 festeggiò il suo 100º compleanno.
Morì a Varazze il 3 luglio 2024 all'età di 101 anni.